# Benediktinerinnenkloster Steinerkirchen

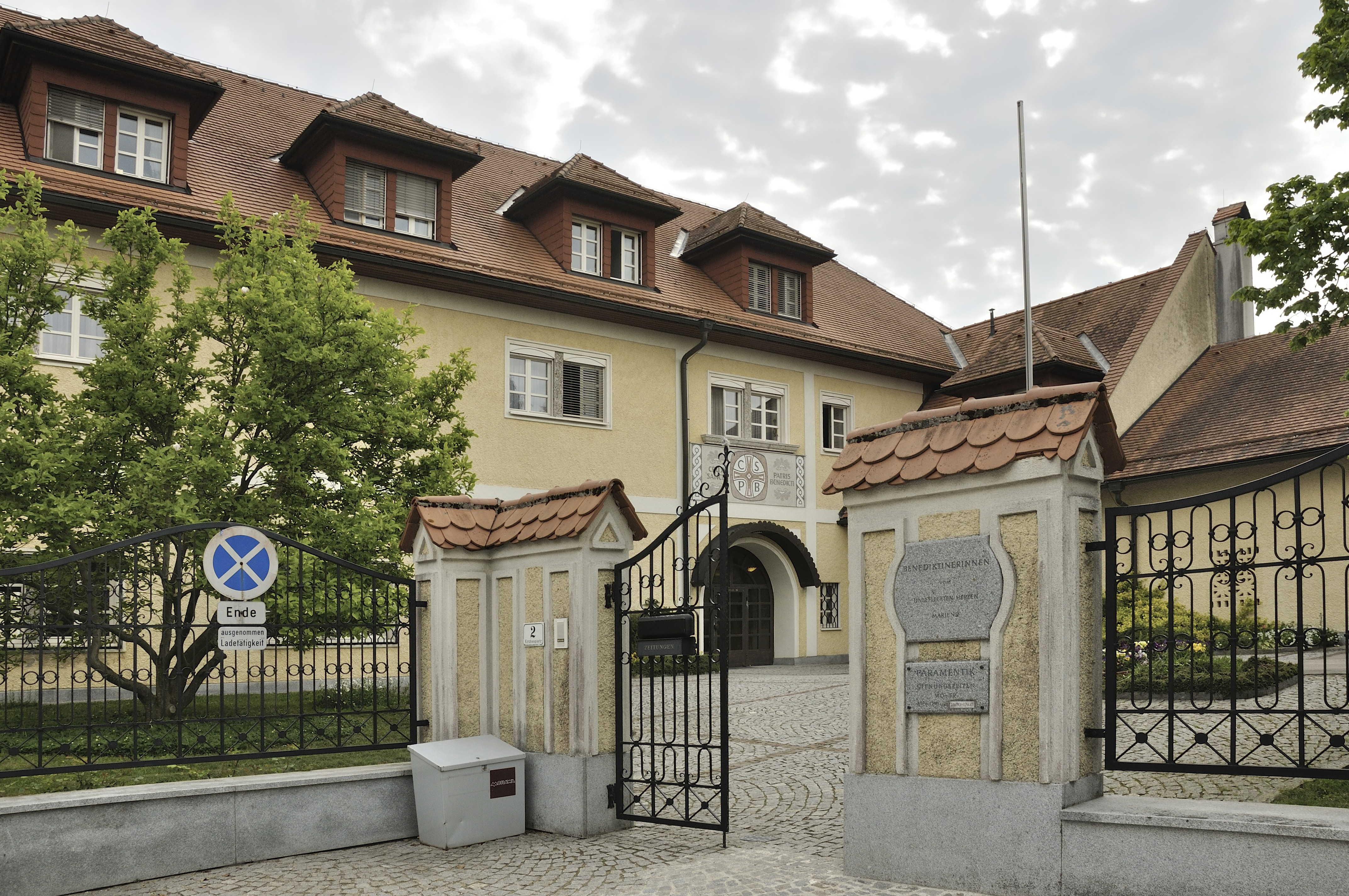
Benediktinerinnenkloster Steinerkirchen

Das Benediktinerinnenkloster Steinerkirchen ist ein Kloster in Steinerkirchen an der Traun, Oberösterreich.

## Geschichte
Eine benediktinische Schwesterngemeinschaft (Oblaten) entstand bereits in den 1920er Jahren auf Initiative von Pater Norbert Maria Schachinger (1897 – 1974), einem Benediktiner des Stiftes Kremsmünster. Von 1938 bis 1940 waren die Schwestern als Folge einer Entscheidung Schachingers eingegliederter Teil der Gemeinschaft Caritas Socialis und entsprechend eingekleidet (nachdem sie bis dahin Zivilkleidung getragen hatten). Das heutige Kloster der Benediktinerinnen vom Unbefleckten Herzen Mariens ist 1949 als Kongregation diözesanen Rechts offiziell errichtet worden und hat seit 1950 seinen Sitz im ehemaligen Pfarrhof Steinerkirchens, einem denkmalgeschützten Gebäude aus der Barockzeit. Schachinger wurde dort Pfarrer und war Spiritual und Rektor der Gemeinschaft.  1957 wurde die neu erbaute Kapelle eingeweiht. 1968 wurde das Kloster in die Österreichische Benediktinerkonföderation aufgenommen. Pater Richard Weberberger war in der Folge Spiritual der Gemeinschaft.
Priorin des Klosters ist heute Sr. Hanna Jurman. Es gehören aktuell 70 Schwestern in Österreich und Brasilien zur Kongregation, davon leben 63 im Mutterhaus. Bekannt ist es u. a. durch seine Paramentikwerkstätten.